# Splitter (Fremdkörper)

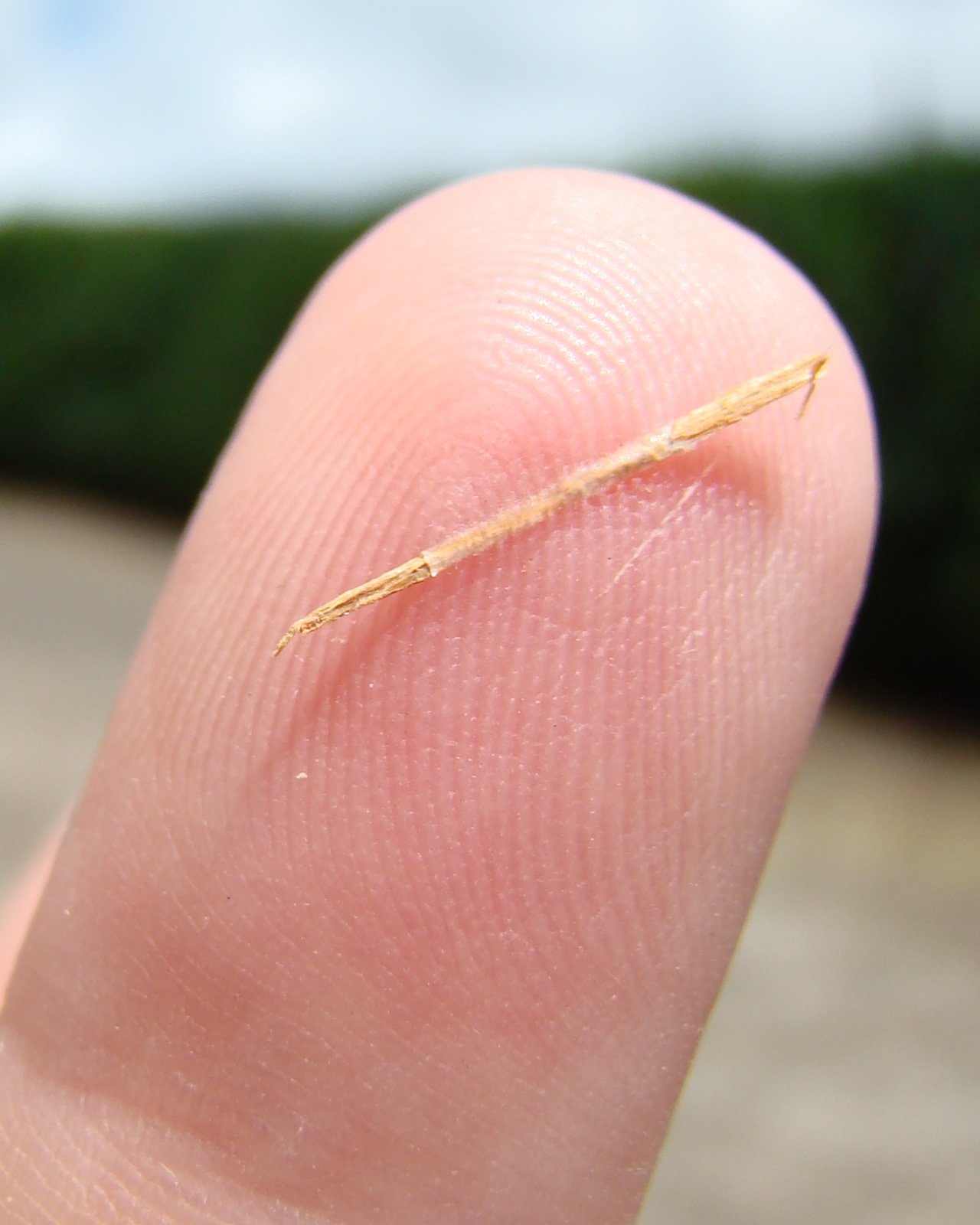
Ein Spreißel

Ein Splitter, im süddeutschen Sprachbereich auch Schiefling, Spreißel, Spleißen, Spreißer, Sprissel, Sprieß, Sprießen oder Schiefer genannt, ist ein meist aus Holz bestehender spitzer Fremdkörper, der unerwünscht in der Haut steckt. (Österreichisch steht bei Holz Schiefer, bei Metall aber Span, während Spreißel das Spanholz zum Anzünden bezeichnet.)
Splitter können zum Beispiel von einem Holzbrett absplittern. Das gilt auch für ungepflegte Dielenböden, daher werden diese gewachst oder lackiert, um ein Austrocknen und Abschiefern zu verhindern. Splitter entstehen auch bei der Holzbearbeitung zusammen mit Holzspänen, wo sie ein gewisses Arbeitsrisiko darstellen, besonders dann, wenn man kräftig entlang der Faser arbeitet, aber auch schon beim Glättetest mit der Hand. Das betrifft primär spanendes Holzbearbeiten (wie Hobeln, mit der Ziehklinge abziehen, und Ähnliches), während etwa Raspeln die Holzfaser bricht und Splitterbildung verringert. Der Feinschliff hingegen kann die Splitter auch noch spitzer und gefährlicher machen. Allgemein neigt Nadelholz wesentlich mehr zum Splittern als Laubholz.
Splitter werden typischerweise ambulant mit der Pinzette entgegen der Richtung entfernt, in der sie eingedrungen sind, besonders Holzsplitter, damit sie nicht abbrechen – analog zu Dornen. Holz- und Eisensplitter werden auf natürlichem Wege durch Eiterung abgebaut oder ausgeschieden, nicht aber Buntmetall- oder Aluminiumsplitter – wie auch manche Gläser. Ersteres ist durch Zugsalbe unterstützbar, letztere können auch einwachsen und dauerhaft schmerzende Stellen erzeugen. Als besonders gefährlich gilt auch, sich einen Splitter direkt unter den Nagel zu ziehen, der dort tief eindringen kann und schwer mit Hausmitteln entfernbar ist. Prinzipiell besteht wie bei allen offenen Traumata die Gefahr von eingebrachten Infektionen und Sepsis. Bei solchen Komplikationen einer Läsion ist eine ärztliche operative Entfernung angebracht.